# سلننیک اسید

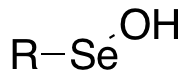
فرمول سلنینیک اسید

سلنینیک اسید یک ترکیب آلی سلنیم و یک اکسی‌اسید با فرمول کلی RSeOH است که در آن R ≠ H است. این ماده نخستین عضو خانوادهٔ اکسی اسیدهای ترکیب‌های آلی سلنیم است. در این خانواده، سلنونیک اسید و سلنینیک اسید به ترتیب با فرمول‌های RSeO2H و RSeO3H نیز جای دارند.

## ویژگی‌ها
این مواد برخلاف سلنونیک اسید و سلنینیک اسیدها، نسبت به واکنش خودتراکمی و تشکیل سلنوسلنینات‌های متناظر یا تسهیم نامتناسب به سلنینیک اسید و دی سلنیدهای متناظر، ناپایدارند:
2 RSeOH → RSe(O)SeR + H2O
2 RSeOH → RSeO2H + 1/2 RSeSeR